# Olba (Cylicja)

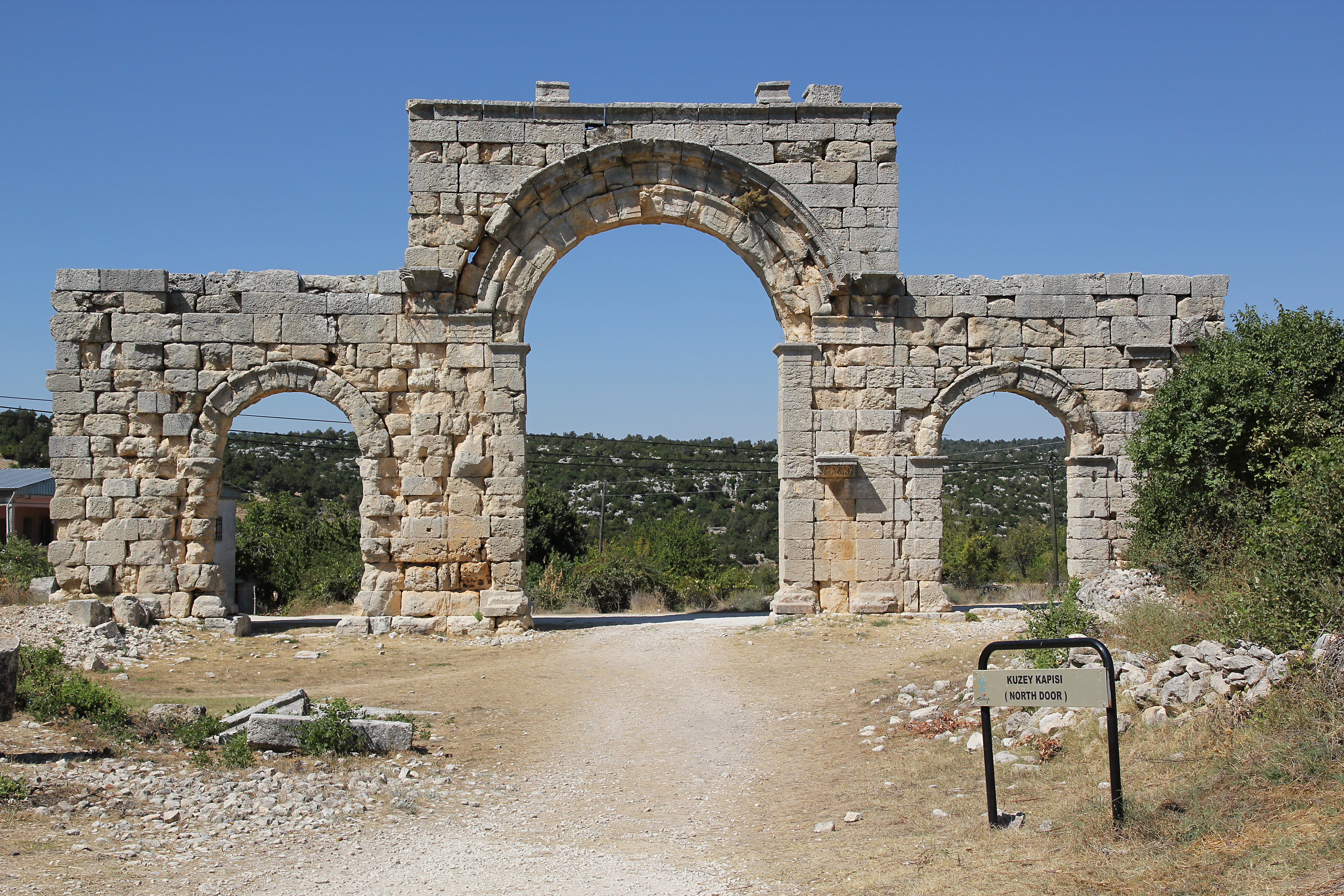
Brama

Olba lub Olbia (gr. Όλβα) – starożytne miasto greckie położone w Cylicji, na terenie współczesnej Turcji.

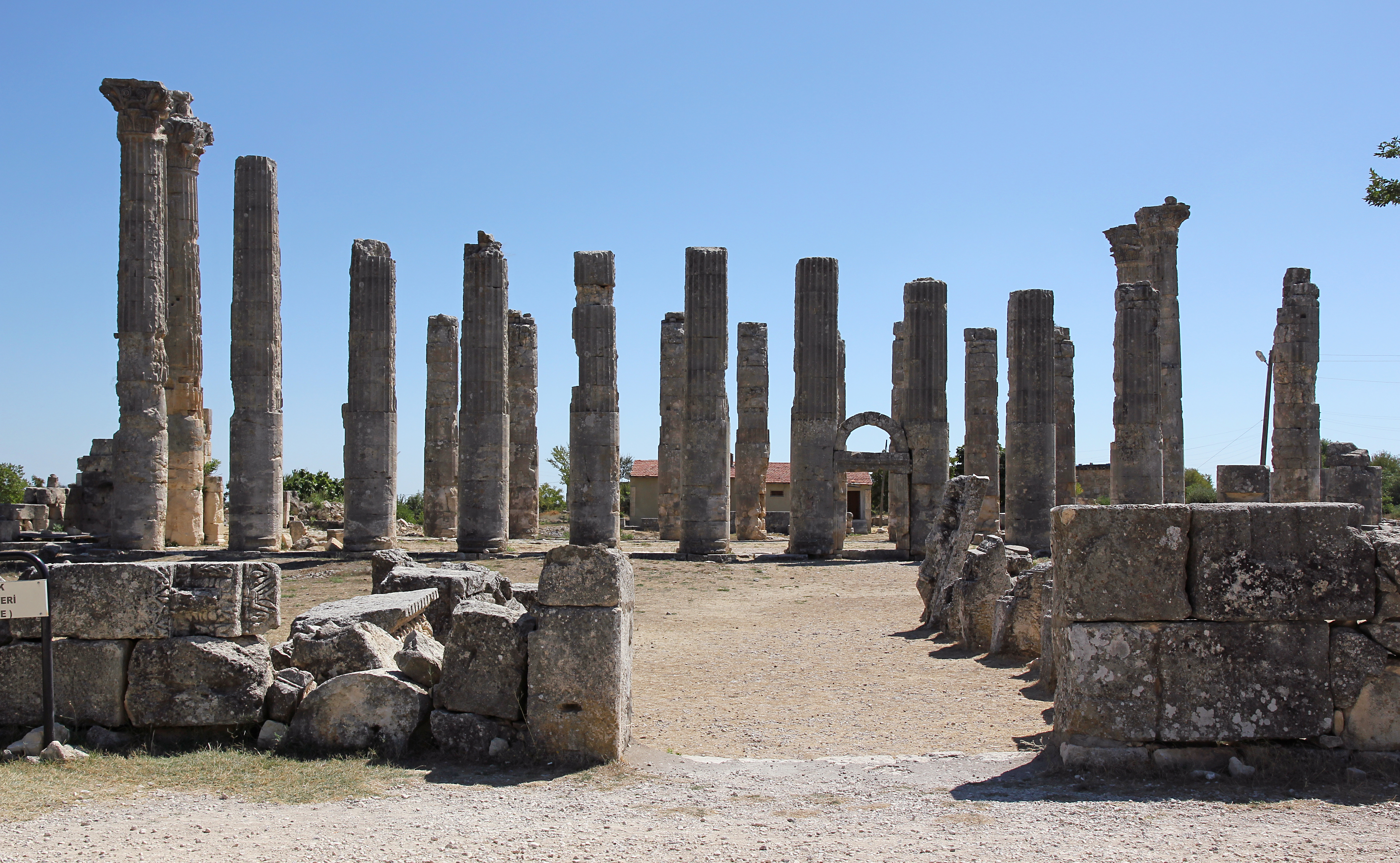
Świątynia Zeusa

## Nazwy
W języku polskim funkcjonują nazwy Olba i Olbia. Za panowania Wespazjana przemianowane na Diocaesarea, współcześnie Uzuncabur.

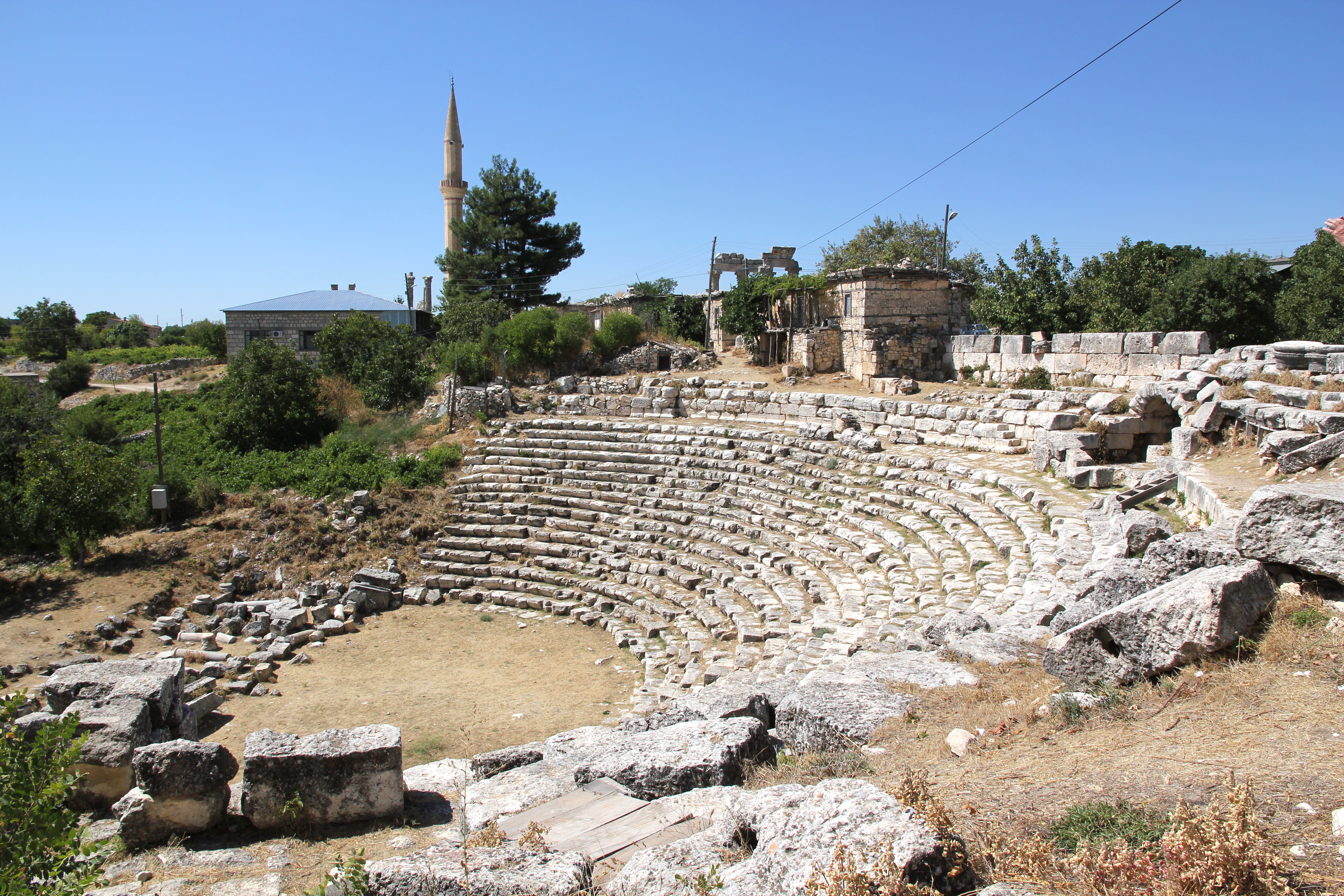
Teatr

## Zabytki
Zachowały się ruiny, wybudowanej w czasach Seleukosa I świątyni Zeusa Olbiosa i wybudowanej w czasach Wespazjana świątyni Fortuny. Ponadto m.in. brama miejska wybudowana za panowania Arkadiusza, mauzoleum, teatr i wieża obronna.

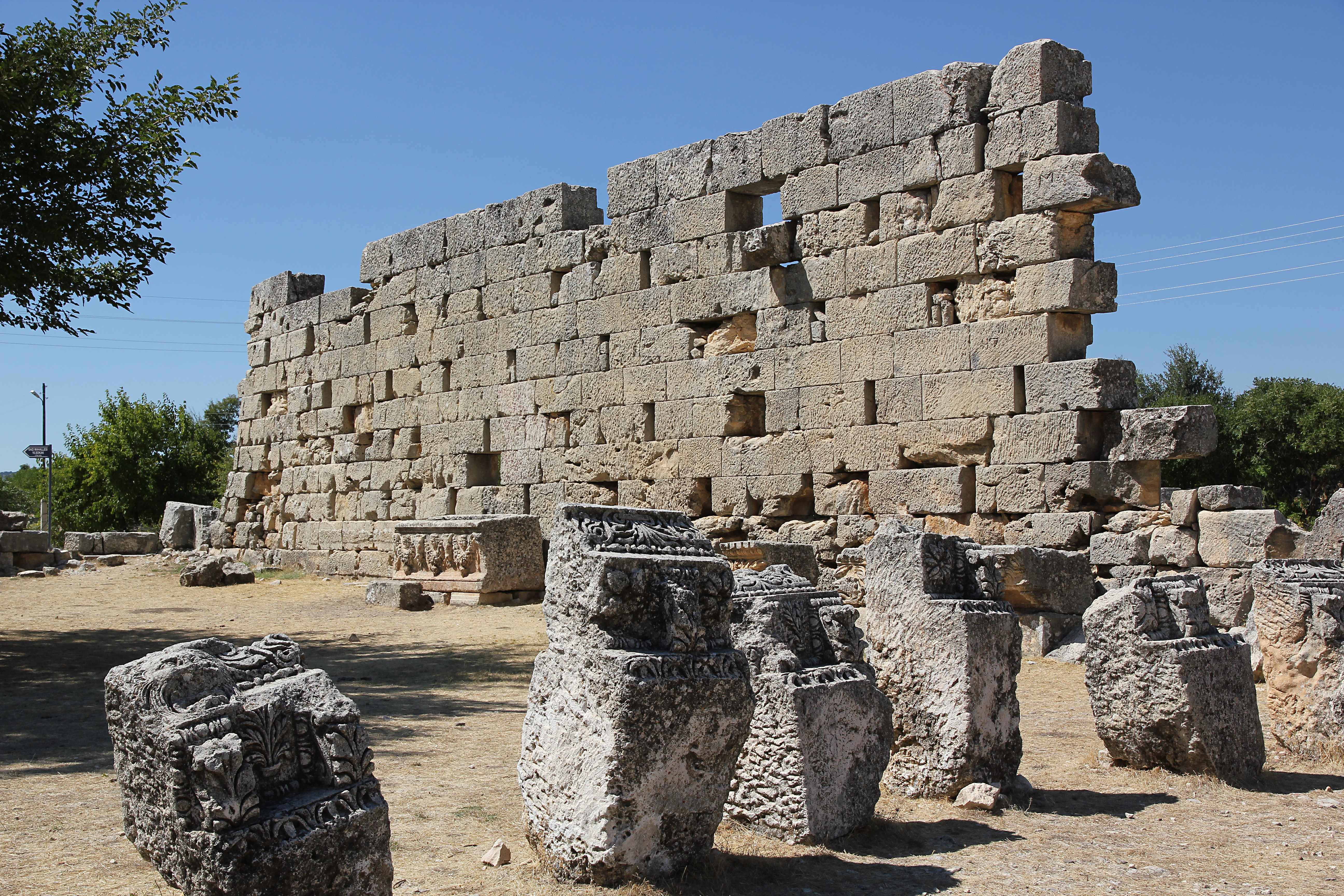
Mur miejski

## Władcy
Olbą władała między innymi Aba, córka tyrana Cylicji Zenofanesa.

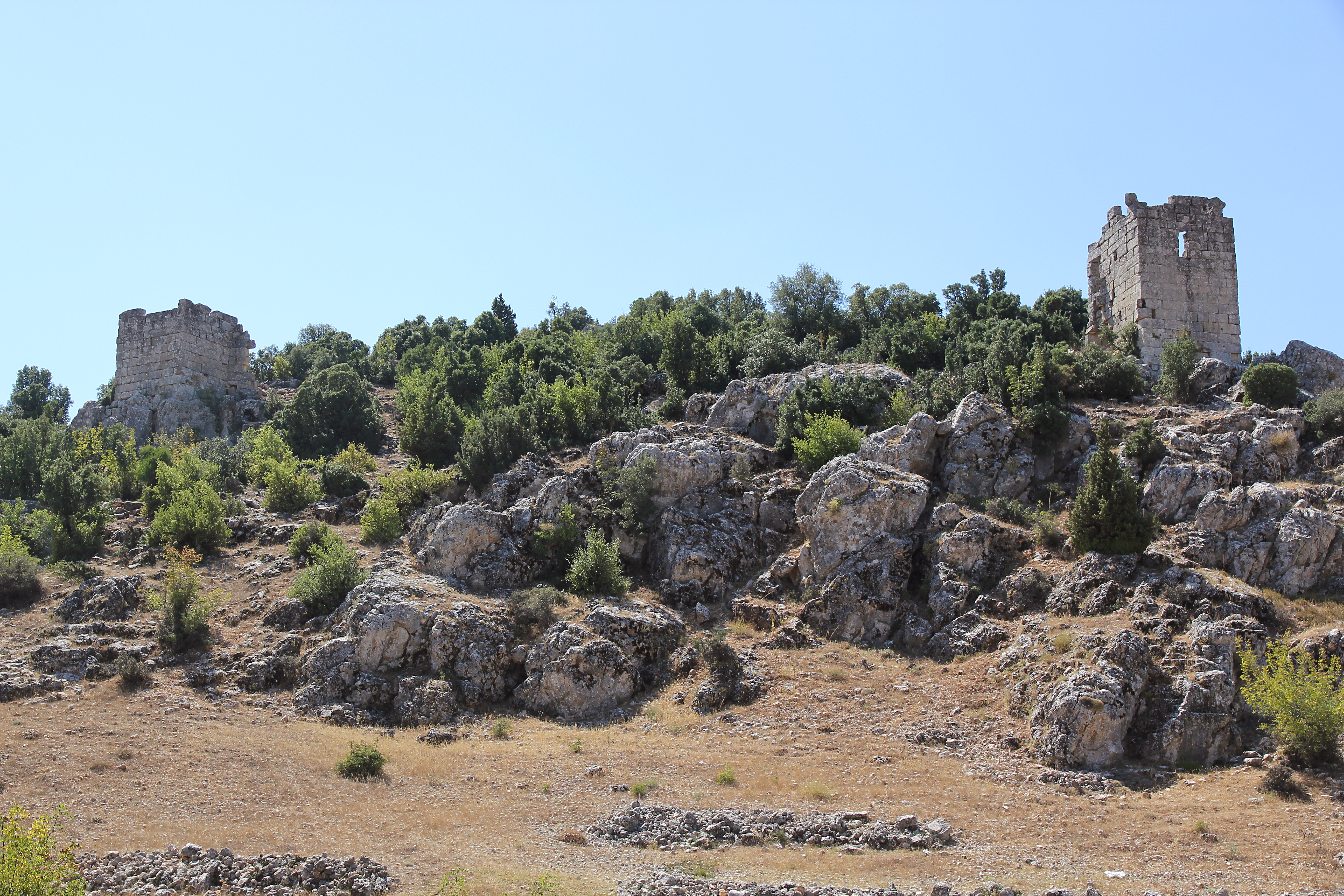
Cytadela

## Stolica tytularna
Współcześnie Olba jest tytularną stolica biskupią Kościoła katolickiego.

## Biskupi tytularni
- Louis-François-Alexandre de Jarente de Senas d’Orgeval
- Antonio Luis Gaona
- Vasco José a Domina Nostra de Bona Morte Lobo
- Patrick Francis Moran
- István Junák
- Bernard Hermann Koeckemann
- Charles-François Lasne
- Louis-Justin Gumy
- Augustine Danglmayr